# Французький парк (Одеса)
Французький парк — парк-пам'ятка садово-паркового мистецтва місцевого значення в Україні. Об'єкт природно-заповідного фонду Одеської області. 
Розташований на території міста Одеси, Французький бульвар, 85. 
Площа — 18 га. Статус отриманий у 1972 році. Перебуває у віданні: Санаторій ім. Чкалова. 